# Ventosa (Guadalajara)
Ventosa es una localidad española del municipio de Corduente, perteneciente a la provincia de Guadalajara, en la comunidad autónoma de Castilla-La Mancha. En 2017 contaba con 24 habitantes.

## Historia
Hacia mediados del siglo XIX, el lugar, por entonces perteneciente al municipio de Valsalobre, tenía contabilizada una población de 36 habitantes. Aparece descrito en el decimoquinto volumen del Diccionario geográfico-estadístico-histórico de España y sus posesiones de Ultramar de Pascual Madoz de la siguiente manera:

VENTOSA: l. del distr. municipal de Valsalobre, en la prov. de Guadalajara (22 leg.), part. jud. de Molina (1 1/2), aud. terr. de Madrid (32), dióc. de Sigüenza (14) : sit. en una loma, con libre ventilación y clima frío. Tiene 28 casas; la consistorial, con habitación para cárcel, granero y escuela de instrucción primaria, que se halla á cargo del sacristán por la dotacion de 20 fan. de trigo y 3 celemines que paga cada discípulo; hay una igl. parr., matriz de la de Terraza. Confina el térm. con los de Corduente, Terraza, Castellote, Vallhermoso y Cuevas-minadas; dentro de él se encuentran dos fuentes, una de ellas ferruginosa, el cas. de Valliluengo, la ermita del Ángel de la Guarda y el santuario de Ntra. Sra. de la Hoz, edificio hermoso y bien adornado, con una magnífica hospedería; este santuario, que pertenece á los sucesores de Fernando Burgos, se tiene en gran veneración en todo el país; poseía muchas alhajas de plata, que en la guerra de la Independencia fueron ocupadas por la junta de armamento de Molina, en cantidad de 44 libras; habiendo quedado solo las indispensables para el culto. El terreno, á excepción de una corta vega  regada por las aguas del r. Gallo, sobre el que hay un puente de madera, es en lo general quebrado; comprende buenos montes pinares y algún trozo de Cagigo; y en el camino que conduce al santuario de la Hoz y á Corduente, único carretero, pues los demás son sendas, se ven avellanos, nogales y otros árboles con varias yerbas medicinales, entre ellas la fresa y acedera silvestre. El correo se recibe y despacha en Molina. prod. cereales, legumbres, cáñamo, hortalizas, madera, leñas de combustible y buenos pastos, con los que se mantiene ganado lanar, cabrío, vacuno, mular, asnal, yeguar y de cerda; hay caza mayor y menor, y pesca de barbos, truchas y cangrejos. ind.: la agrícola y el carboneo. pobl.: 15 vec , 36 alm. cap. prod.: 340,000 rs. imp 20,400. contr.: 912 rs.
(Madoz, 1849, p. 665)

En 2017 tenía empadronados 24 habitantes.